# The Hampsterdance Song
«The Hampsterdance Song» (en español, "La canción del hampsterdance") es una canción interpretada por Hampton el Hámpster, la cual fue lanzada en julio de 2000 como sencillo. Fue producida por The Boomtang Boys, utilizando una parte de la canción de Roger Miller "Whistle Stop", notablemente aparecida en la película animada de Disney de 1973 Robin Hood. El narrador Erin Andres interpretó la voz de Hampton el Hámster, aunque sin ser acreditado. En 2005, CNET nombró a la canción como "la moda pasajera número uno de la web".

## En la cultura popular
- En la película Cats & Dogs: The Revenge of Kitty Galore, una ardilla robot le explica a Diggs cuál es la misión que debe realizar, luego baila al ritmo de la canción "The Hampsterdance Song" y después se auto destruye.

- En la película Are We There Yet?, mientras van camino a Vancouver, Lindsey, en el asiento del copiloto, pone esta canción en la radio. Esto no le agrada a Nick, el cual la cambia, pero al no gustarle a los niños la canción que él pone, Lindsey vuelve a cambiar la radio poniendo de nuevo "The Hampsterdance Song", que al final a Nick termina gustándole.[1]